# Марсово поле (Афины)
Марсово поле, или Педион-ту-Ареос (греч. Πεδίον του Άρεως) — парк в центре Афин и образованный вокруг него район города. Назван по античному римскому району и парку в Париже. Парк занимает площадь 27,7 га, расположен примерно в 1 км от площади Омониас. Сейчас его территорию ограничивают улицы Мавроматеон (Μαυροματαίων), Эвелпидон (Ευελπίδων), Прингипонисон (Πριγκηποννήσων) и проспект Александрас.

## Парк Марсово поле
Парк спроектирован в 1934 году в честь героев греческой революции 1821 года. 21 герой увековечен в скульптурных бюстах, установленных в парке. Перед главным входом в парк установлена конная статуя короля Константина I. Перед вторым входом в парк с проспекта Александра установлен памятник английским, австралийским и новозеландским солдатам, которые приняли участие в Битве за Грецию в течение Второй мировой войны. Памятник венчает статуя богини Афины.
В январе 2011 года община Афин завершила реконструкцию и перестройку парка. Инициатором и главным архитектором проекта выступил греческий архитектор Александрос Томбазис. Всего в парке высажено 1200 деревьев, 50 000 растений, 7500 кустарников и 2500 кустов роз. Заменено асфальтовое покрытие дорожек, выложены 8800 квадратных метров мраморных плит и 3800 квадратных метров гранитных плит. Кроме экологических и визуальных аспектов проекта, значительное внимание уделили микроклимату парка: температура в парке в летние месяцы будет на 3—5 градусов ниже, чем в остальных районах города, что превращает парк в рукотворный оазис в центре Афин.